# الکس بنگارد
الکس بنگارد (انگلیسی: Alex Bengard؛ زادهٔ ۱۳ مارس ۱۹۷۹) بازیکن فوتبال اهل ایالات متحده آمریکا است.
از باشگاه‌هایی که در آن بازی کرده‌است می‌توان به باشگاه فوتبال لس آنجلس گلکسی اشاره کرد.